# Der Verdacht (1991)
Der Verdacht ist ein deutscher Spielfilm, der in Koproduktion mit der DEFA-Studio Babelsberg GmbH und dem WDR 1991 unter der Regie von Frank Beyer nach der Erzählung Unvollendete Geschichte von Volker Braun aus dem Jahr 1990 entstand.

## Handlung
Die neunzehnjährige Karin feiert in den 1970er Jahren mit ihren Eltern den Heiligabend zu Hause. Von ihrem Vater bekommt sie eine Schreibmaschine geschenkt, denn sie möchte Journalistik studieren. In der Vorbereitung darauf hat ihr Vater, mit Hilfe seiner Beziehungen als Ratsvorsitzender in einem Grenzbezirk der DDR, ihr eine Volontariatsstelle in der Redaktion der SED-Bezirkszeitung beschafft, die sie am Anfang des kommenden Jahres antreten kann. Als Karin am 1. Weihnachtsfeiertag in die Bezirksstadt fahren will, um mit ihrem Freund Frank ins Theater zu gehen, wird sie von ihren Eltern gedrängt, die Beziehung zu ihm aufzugeben, weil gegen diesen „etwas vorliegt“. Ihr Verhältnis zu Frank, der wegen Rowdytums vorbestraft ist und dessen Vater wegen Devisenschmuggels im Gefängnis sitzt, könnte ihre Karriere gefährden. Genaues kann Karin nicht erfahren, jedoch beugt sie sich vorerst diesem Wunsch, bleibt zu Hause und lässt sich sogar am Telefon verleugnen.
Karin aber liebt Frank und sie weiß, dass er sie braucht. Zu Beginn des neuen Jahres fährt sie in die Bezirksstadt, um ihre neue Arbeitsstelle anzutreten. Wohnen will sie bei ihrer Schwester Irina, bis sie ein eigenes Zimmer gefunden hat. Diese arbeitet als Friseurin in einem großen Salon und ihr Mann ist als LKW-Fahrer im internationalen Verkehr beschäftigt. Nach den Einstellungsgesprächen in der Redaktion und der Anmeldung bei ihrer Schwester, sucht sie als Nächstes den Kontakt zu Frank. Das Treffen mit ihm lässt den vorangegangenen Ärger vergessen und sie hält weiterhin zu ihm. Doch der Druck von allen Seiten wird immer unerträglicher. Die Genossen in der Redaktion und Staatssicherheitsbeamte machen ihr klar, dass es mit Frank keine Zukunft geben kann. Ihr Vater gibt ihr nun auch noch die Information, dass in einem an Frank gerichteten Brief eines ehemaligen Freundes, der im Dienst an der deutschen Grenze mit der Waffe in den Westen abgehauen ist, Hinweise auf eine geplante Republikflucht stehen sollen. 
Schließlich fügt sie sich, trennt sich von Frank. Als sie ihre Sachen aus seinem Zimmer holt, ist er deshalb schon betrunken. Nach ihrem Weggehen schluckt er ein ganzes Glas Tabletten, verschließt alle Ritzen in den Türen und dreht den Gashahn auf. Dieser Selbstmordversuch veranlasst sie zu einem Umdenken, sie bekennt sich jetzt erst recht zu ihm und nimmt alle Konsequenzen in Kauf. Ihre Stelle in der Redaktion verliert sie dadurch und wird nicht einmal als Hilfsarbeiterin weiter beschäftigt, weshalb ihre Schwester sie als Friseurin anlernen will. Sie verlässt ihre Eltern und zieht zu Franks Mutter. In Karins Träumen werden die Schuldigen an Franks Zustand zur Verantwortung gezogen. Frank, der seit dem Selbstmordversuch im Koma gelegen hatte, bekommt langsam sein Erinnerungsvermögen zurück, als er das Krankenhaus verlässt.

## Produktion
Der Verdacht wurde unter dem Arbeitstitel Unvollendete Geschichte auf Eastmancolor gedreht und hatte am 10. Oktober 1991 im Berliner Kino International seine Uraufführung. Die Erstausstrahlung im Fernsehen erfolgte am 2. März 1994 in der ARD.
Die Dramaturgie lag in den Händen von Peter Jakubeit.

## Kritik
Das Lexikon des internationalen Films stellt fest, dass der Film ein rechtschaffener, aber allzu langatmig angelegter Versuch der Vergangenheitsbewältigung sei, der zwar von guten Darstellern getragen werde, dessen Drehbuch und filmische Umsetzung jedoch vieles zu wünschen übrig ließen.

## Auszeichnungen
- 1991: 15. Filmfestival Kairo: Beste Darstellerin für Christiane Heinrich